# این تابستون قراره مثل یه مادرجنده اذیت کنه
«تابستون» (به انگلیسی: This Summer's Gonna Hurt like a MotherFucker؛ عنوان‌شده «این تابستون» (This Summer) یا «تابستون» (This Summer's Gonna Hurt like a MotherF****r) برای نسخهٔ ویرایش‌شده) ترانه چهارم از آلبوم پنج گروه موسیقی پاپ راک اهل ایالات متحده آمریکا مارون ۵ است که در ۱۵ مه ۲۰۱۵ از طریق اینتراسکوپ رکوردز انتشار یافت.
بعضیا با ممد جونشون میرن 
چیکار کنیم؟!
ممد جونشون صدا کرده